# 볼노바하 체크포인트 공격
볼노바하 체크포인트 공격은 5월 22일 친러시아 군대가 볼노바하에서 우크라이나 육군을 공격한 사건이다. BBC에 따르면, 이 사건은 "우크라이나군에 대한 큰 타격"이라고 말했다.

## 배경
여러 친러시아 시위대가 도네츠크 지역의 지방청사를 점령하면서, 도네츠크 주는 심각한 불안 상태에 있었다. 나중에 친러시아 군사는 더 많은 도시의 지방청사 건물을 장악했다. 이에 대해 우크라이나 정부는 도네츠크 주에 군사를 보냈다.

## 공격
지역 주민에 따르면, 우크라이나 육군은 체크포인트를 통과할려는 공격자가 사용한 장갑 트럭을 통과시켰다. 그들을 통과시킨 이후, 무장 괴한이 인근 거리에서 군인을 사격하기 시작했다. 또한, 무장 세력이 체크포인트에 로켓 추진 수류탄 및 박격포를 사용하여 공격하면서 무장 차량이 공격받으며 불에 타 대규모 폭발이 일어났다.
아므브로시브카 구의 발호단테 마을에서의 공격에서 52명의 우크라이나 병사 중 18명이 사망했고 32명이 부상을 입었다. 장갑차 3대 및 트럭 몇 대가 공격으로 파괴되었으며 무장 세력 1명이 사망했다.

## 반응
우크라이나 반군은 "파시스트 우크라이나군"의 체크포인트를 파괴했다고 주장했다. 육군 소령이 분리주의자가 아닌 "용병"들이 이 공격을 주도했다고 주장했다.
친러시아 장교인 대령 이고리 베즐레르는 호를리우카의 기자회견에서 그가 이 매복을 이끌었고 우크라이나군을 공격했다는 증거로 포획한 우크라이나 군인 신분증 2개와 무기를 보여주었다.